# Danh sách bờ hồ và bờ biển quốc gia Hoa Kỳ
Hoa Kỳ có 10 khu vực bảo vệ được gọi là bờ biển quốc gia và 4 gọi là bờ hồ quốc gia, được điều hành bởi Cục Công viên Quốc gia Hoa Kỳ, một cơ quan trực thuộc Bộ Nội vụ. Bờ biển và bờ hồ quốc gia phải được thiết lập theo một đạo luật của Quốc hội Hoa Kỳ. Bờ biển và bờ hồ quốc gia là khu vực ven biển liên bang được chỉ định như là khu vực có ý nghĩa tự nhiên và giải trí như một khu bảo tồn. Bờ biển quốc gia đầu tiên là Mũi Hatteras được thành lập vào năm 1953, và vùng bờ hồ quốc gia đầu tiên là Pictured Rocks, được thành lập vào năm 1966. Bờ biển Canaveral, được thành lập vào năm 1975 là khu bờ hồ và bờ biển quốc gia Hoa Kỳ mới nhất được thành lập. Tất cả các bờ hồ quốc gia đều nằm ven các Hồ Michigan và Superior, và 9 trong tổng sô 10 bờ biển quốc gia là ven Đại Tây Dương, bao gồm cả hai khu vực trên vịnh Mexico.
Các bờ biển quốc gia nằm trong 10 tiểu bang khác nhau, trong khi đó các bờ hồ quốc gia là thuộc 3 tiểu bang. Florida, Bắc Carolina, và Michigan là các bang có 2 khu vực được thiết lập. Point Reyes là bờ biển quốc gia duy nhất trên bờ biển Thái Bình Dương. Bờ biển, bờ hồ quốc gia lớn nhất là Các đảo Vịnh, nó có diện tích 137.000 mẫu Anh (550 km2), còn nhỏ nhất là Cồn cát Indiana với diện tích 15.000 mẫu Anh (61 km2). Tổng số các khu vực được bảo vệ bởi các bờ biển và bờ hồ quốc gia Hoa Kỳ tương ứng là khoảng 595.000 mẫu Anh (2.410 km2) và 229.000 mẫu Anh (930 km2).

## Bờ biển quốc gia
| Tên                 | Hình ảnh | Vị trí                                                 | Thành lập            | Diện tích                      | Mô tả |
| ------------------- | -------- | ------------------------------------------------------ | -------------------- | ------------------------------ | --- |
| Đảo Assateague      |          | Maryland, Virginia 38°05′B 75°13′T / 38,08°B 75,21°T   | 21 tháng 9 năm 1965  | 39.726,75 mẫu Anh (160,8 km2)  | Là một đảo chắn, Assateague được hình thành bởi gió và sóng biển. Nó được biết đến với những con ngựa hoang dã của nó và cũng là nhà của các loài nai, cua, cáo, và ngỗng tuyết. Thảm thực vật chính bao gồm Ammophila breviligulata, Spartina alterniflora và các loài chi Cakile. |
| Canaveral           |          | Florida 28°46′B 80°47′T / 28,77°B 80,78°T              | 3 tháng 1 năm 1975   | 57.661,69 mẫu Anh (233,3 km2)  | Tiếp giáp với Trung tâm vũ trụ Kennedy, khu vực này có một loạt các hoạt động giải trí như đi bộ, chèo thuyền, và câu cá. Tại đây cũng có các gò đất của người Mỹ bản địa và lịch sử sinh sống trên các đầm phá. Bãi biển bên bờ Đại Tây Dương hoang sơ dài nhất của Florida bao quanh đầm lầy Mosquito là nhà của cá heo, lợn biển, rùa biển cùng với một loạt các loài cỏ biển.                                        |
| Mũi Cod             |          | Massachusetts 41°57′B 70°00′T / 41,95°B 70°T           | 7 tháng 8 năm 1961   | 43.608,48 mẫu Anh (176,5 km2)  | Bờ biển quốc gia Mũi Cod trải dài 40 dặm bên bờ biển Đại Tây Dương. Khu vực lịch sử này có ga Marconi, Ngọn hải đăng Ba chị em, và Trạm Không quân Bắc Truro. Đầm lầy nam việt quất, đầm lầy và những con đường mòn đi bộ đường dài cung cấp một cái nhìn toàn cảnh về đời sống động thực vật của Mũi Cod. |
| Mũi Hatteras        |          | Bắc Carolina 35°18′B 75°31′T / 35,3°B 75,51°T          | 12 tháng 1 năm 1953  | 30.350,65 mẫu Anh (122,8 km2)  | Nằm ở Outer Banks là chuỗi các đảo chắn dài hẹp ngoài khơi bờ biển Bắc Carolina, mũi đất Hatteras được biết đến với ngọn hải đăng Đảo Bodie và Cape Hatteras. Các hoạt động vui chơi giải trí phổ biến bao gồm lướt ván, câu cá, nhặt vỏ ốc sò, và chèo thuyền kayak. Khu vực bờ biển này cung cấp nơi trú ẩn cho các loài nguy cơ tuyệt chủng bao gồm Choi choi chân vàng, Chi Dền, và rùa biển.                        |
| Mũi Lookout         |          | Bắc Carolina 34°37′B 76°32′T / 34,61°B 76,54°T         | 10 tháng 3 năm 1966  | 28.243,36 mẫu Anh (114,3 km2)  | Bờ biển quốc gia Mũi Lookout được tạo thành từ ba hòn đảo của Outer Banks. Nó được biết đến với những con ngựa hoang dã và ngọn hải đăng Mũi Lookout. Đi bộ đường dài, cắm trại, câu cá, và ngắm những loài chim là các hoạt động giải trí phổ biến. Đây cũng là nơi có hai ngôi làng cổ. |
| Đảo Cumberland      |          | Georgia 30°50′B 81°27′T / 30,83°B 81,45°T              | 23 tháng 10 năm 1972 | 36.415,13 mẫu Anh (147,4 km2)  | Đảo Cumberland là nơi có Plum Orchard, biệt thự đổ nát Dungeness của Carnegie Dungeness là hai Địa danh Lịch sử Quốc gia Hoa Kỳ, và một nhà thờ Giáo hội châu Phi Baptist. Ngoài ra là bảo tàng lịch sử người Mỹ bản địa Timucua, công trình của Nathaniel Everett Green và Eli Whitney, và bảo tàng chiến tranh Hoa Kỳ - Anh năm 1812.                                                                                  |
| Đảo Fire            |          | New York 40°42′B 72°59′T / 40,7°B 72,98°T              | 11 tháng 9 năm 1964  | 19.579,47 mẫu Anh (79,2 km2)   | Đảo Fire, là một đảo chắn phía nam của Long Island, với những di tích lịch sử Nhà William Floyd và Ngọn hải đăng Đảo Fire Island. Những bãi biển và cồn cát được bổ sung thêm bởi khu rừng trũng, đất ngập nước, và 17 cộng đồng văn hóa. |
| Các đảo Vịnh Mexico |          | Florida, Mississippi 30°22′B 86°58′T / 30,36°B 86,97°T | 8 tháng 1 năm 1971   | 137.990,97 mẫu Anh (558,4 km2) | Bảy hòn đảo chính bao gồm bốn pháo đài lịch sử được xây dựng bởi những người Tây Ban Nha, Anh, và Mỹ đã được sử dụng cho quốc phòng trong cuộc nội chiến. Những người thổ dân châu Mỹ Apache, trong đó có cả thủ lĩnh Geronimo đã từng sống ở đây. Khu vực này có những con đường mòn thiên nhiên để ngắm nhìn động vật hoang dã và những bãi biển dài với các hoạt động bơi, đi xe đạp, và các hoạt động bãi biển khác. |
| Đảo Padre           |          | Texas 27°00′B 97°23′T / 27°B 97,38°T                   | 6 tháng 4 năm 1968   | 130.434,27 mẫu Anh (527,8 km2) | Đảo Padre, là đảo chắn dài nhất thế giới, là nơi làm tổ cho loài Vích Đại Tây Dương, một loài rùa biển đang cực kỳ nguy cấp và một khu vực di trú của số ít các loài chim biển bao gồm Nhàn biển, Bồ nông nâu và Choi choi chân vàng. Bãi biển Malaquite cung cấp một loạt các hoạt động giải trí. Khu vực quân sự trên đảo được sử dụng trong Thế chiến II như là một địa điểm thử các loại bom.                        |
| Point Reyes         |          | California 38°00′B 123°00′T / 38°B 123°T               | 20 tháng 10 năm 1972 | 71.067,78 mẫu Anh (287,6 km2)  | Địa điểm lịch sử trên bán đảo Point Reyes bao gồm ngọn hải đăng Point Reyes, Trạm cứu hộ Tàu gặp nạn Point Reyes (một Địa điểm Lịch sử Quốc gia Hoa Kỳ) và làng tái tạo Coast Miwok. Cá voi xám có thể được nhìn thấy khi di chuyển gần bờ biển, nai sừng tấm và voi biển cư trú trong khu vực hoang dã. |

## Bờ hồ quốc gia
| Tên                   | Hình ảnh | Vị trí                                      | Thành lập            | Diện tích                     | Mô tả |
| --------------------- | -------- | ------------------------------------------- | -------------------- | ----------------------------- | --- |
| Quần đảo Apostle      |          | Wisconsin 46°58′B 90°40′T / 46,97°B 90,66°T | 26 tháng 9 năm 1970  | 69.371,89 mẫu Anh (280,7 km2) | 21 hòn đảo và bờ hồ Superior trên mũi phía bắc tiểu bang Wisconsin, khu vực được biết đến với bộ sưu tập lịch sử về ngọn hải đăng, hang động đá sa thạch, một vài khu rừng còn sót lại và môi trường sống của nhiều loài động vật tự nhiên |
| Cồn cát Indiana       |          | Indiana 41°39′B 87°07′T / 41,65°B 87,12°T   | 6 tháng 11 năm 1966  | 15.067,38 mẫu Anh (61,0 km2)  | Đây là khu vực bảo vệ các bãi cát, cồn cát nhỏ và rừng dọc phía Nam hồ Michigan. |
| Pictured Rocks        |          | Michigan 46°34′B 86°19′T / 46,56°B 86,31°T  | 15 tháng 10 năm 1966 | 73.235,83 mẫu Anh (296,4 km2) | Khu vực bao gồm các vách đá vôi cũng như các đụn cát bên bờ hồ Superior. Các thác nước nội địa, bờ hồ, ngọn hải đăng, và các hang động là những điểm tham quan đáng chú ý khác.                                                            |
| Cồn cát Sleeping Bear |          | Michigan 44°55′B 86°01′T / 44,91°B 86,02°T  | 21 tháng 10 năm 1970 | 71.198,48 mẫu Anh (288,1 km2) | Nó bao gồm các cồn cát cao, đảo, rừng và trang trại bên hồ Michigan. |